# Trachinocephalus
Trachinocephalus is een monotypisch geslacht van straalvinnige vissen uit de familie van hagedisvissen (Synodontidae). Het geslacht is voor het eerst wetenschappelijk beschreven in 1861 door Gill.

## Soort
- Trachinocephalus myops (Forster, 1801)